# Kapogea
Kapogea es un género de arañas araneomorfas de la familia Araneidae. Se encuentra en América.

## Lista de especies
Según The World Spider Catalog 12.0:
- Kapogea alayoi (Archer, 1958)
- Kapogea cyrtophoroides (F. O. Pickard-Cambridge, 1904)
- Kapogea sellata (Simon, 1895)
- Kapogea sexnotata (Simon, 1895)